# Luděk Rejchrt
Luděk Rejchrt (25. ledna 1939 Pardubice – 31. ledna 2019 Praha) byl český evangelický farář, spisovatel a autor písní či her především s náboženskou tematikou. Ordinován na kazatele Českobratrské církve evangelické byl 20. prosince 1964. Během své kazatelské činnosti působil ve sborech v Křížlicích a v Praze-Braníku.
Jeho písně pro děti vyšly ve zpěvnících Buď tobě sláva (1983) a v plně autorském Zpívejte s námi (1991), dále pak ve zpěvníku Slunce svítí všem (1994) a na nahrávce Má město dvanáct bran (2001). Souhrnně vyšly pod jménem Haleluja Amen (2008). Ke zpěvníkům vyšly také nahrávky: LP Buď tobě sláva s několika písněmi ze stejnojmenného zpěvníku a úryvky z Bible kralické, které čte Radovan Lukavský, (1990), MC Slunce svítí všem (1994) a CD Haleluja Amen (2009). Několika písněmi je Luděk Rejchrt zastoupen také v Evangelickém zpěvníku (1979). Kromě zcela vlastních písní se věnoval také přebásněním, mj. převedl do češtiny nejznámější báseň německé básnířky Luisy Henselové Müde bin ich, geh zur Ruh pod názvem Už mi oči tíží sen.
Napsal také několik knih zaměřených na křesťanskou tematiku, jako Modlitby šeptem, Apokalypsa nebo Taková dlouhá cesta a jeho hry vyšly v souborných vydáních Hry (1995) a Hry 2 (2004), knihy, vydané křesťanským nakladatelstvím Kalich.
Angažoval se též spolu se Zdeňkem Svěrákem v Nadačním fondu Klíček.
Má bratry Miloše a Pavla.

## Kazatelské působení
- 16. listopadu 1964–31. srpna 1973 – Farní sbor Českobratrské církve evangelické v Křížlicích
- 1. září 1973–31. srpna 2009 – Farní sbor Českobratrské církve evangelické v Praze 4 – Braník

## Literární činnost
- Seznam děl v Souborném katalogu ČR, jejichž autorem nebo tématem je Luděk Rejchrt
- Na úpatí hory, Kalich, Praha 1990
- Taková dlouhá cesta: vyprávění z dějin křesťanské církve, Praha: Kalich 1992, 2010
- Apokalypsa aneb Zpěv o naději, Nový život, Praha 1994, druhé vydání Kalich, Praha 2006
- Křesťanské legendy staré Evropy, Hrnčířství a nakladatelství Michal Jůza & Eva Jůzová, Praha 1995, 1. vydání
- Srozumívání: základní otázky víry, Oliva, Praha 1997 (druhé přepracované vydání pod jménem Srozumívání – Když se malá víra ptá na velké věci, Kalich, Praha 2007)
- Modlitby šeptem, Kalich, Praha 2005